# Андрієвка (Шортандинський район)
Андрі́євка (каз. Андреевка) — село у складі Шортандинського району Акмолинської області Казахстану. Адміністративний центр Андрієвського сільського округу.
Населення — 722 особи (2021; 815 у 2009, 960 у 1999, 1167 у 1989).
Національний склад станом на 1989 рік:
- німці — 28 %;
- поляки — 28 %;
- росіяни — 21 %.